# Оля (порт)
Оля́ — морской порт в селе Оля Лиманского района Астраханской области. Порт расположен в дельте Волги, на правом берегу реки Бахтемир (на 67 км Волго-Каспийского канала). Согласно информации, внесённой в реестр морских портов, в порту Оля имеется 6 причалов. Длина причального фронта морского порта составляет 907,2 метра, площадь акватории морского порта — 53,12 км², пропускная способность грузовых терминалов — 1 580 тысяч тонн в год.
1 очередь пионерного причала порта введена в эксплуатацию 3 июня 1997 года. В 1996 году к порту подведена автомобильная дорога протяженностью 5,4 км. В июле 2004 года завершено строительство железнодорожного подъездного пути общей длиной 55 километров (ветвь от станции Яндыки Приволжской железной дороги) и железнодорожной станции «Порт Оля». Концепция развития порта Оля предусматривает строительство второго грузового района, расположенного в 4 км южнее первого с проектным грузооборотом 26 млн тонн. Всего в порту 14 причалов, минимальная длина у причала № 1б —100 м, максимальная у причала № 2а —185 м.
Распоряжением Федерального агентства морского и речного транспорта от 31 мая 2010 года порту Оля присвоен порядковый регистрационный номер К-2.
В порту Оля перегружаются металлопрокат (заготовка, арматура, сталь в рулонах и т. д.), пиломатериалы, паллетизированные грузы, грузы в биг-бегах (удобрения, цемент, химия), различные навалочные грузы (кокс, уголь, чугун, ферросплавы), зерновые грузы, масло, оборудование, крупнотоннажные и длинномерные грузы, контейнеры и т. д.
Порт получает прибыль также за предоставление стояночного места для судов без погрузочно-разгрузочных работ. В июле 2020 года были изменены тарифы на услуги по предоставлению причалов в порту Оля, стоимость аренды места выросла на 3%.
15 августа 2025 года Вооруженные силы Украины атаковали порт с помощью беспилотников. По информации украинских военных, в результате удара повреждено грузовое судно «Порт Оля 4», на котором находились комплектующие для беспилотников «Шахед» и боеприпасы из Ирана.

## Грузооборот
| Грузооборот, тыс. т | Грузооборот, тыс. т | Грузооборот, тыс. т |
| 2014                | 2021                | 2022                |
| ------------------- | ------------------- | ------------------- |
| 249                 | 359                 | ▲377                |